# Нововоронцовка
Нововоронцо́вка (до 1829 — Миколаївка) — селище Бериславського району Херсонської області, колишній районний центр, колишній центр Ново-Воронцовської волості. У 2020 році увійшла до новоствореного Бериславського району. Адміністративний центр однойменної селищної громади.

## Географія
Нововоронцовка розташована на півночі Херсонської області, на березі Каховського водосховища, на межі з Апостолівським районом Дніпропетровської області, за 7 км від автошляху Н23 (Запоріжжя—Кривий Ріг—Кропивницький) та за 18 км від залізничної станції Тік. Відстань до райцентру, міста Берислав, становить 86 км, до обласного центру, міста Херсон, становить близько 161 км.

## Клімат
У Нововоронцовці помірний континентальний клімат із м'якою зимою, ранньою весною та спекотним і посушливим літом. Середньорічна температура становить 11.0 °C. Середньорічна норма опадів – 490 мм.
| Кліматограма Нововоронцовки | Кліматограма Нововоронцовки | Кліматограма Нововоронцовки | Кліматограма Нововоронцовки | Кліматограма Нововоронцовки | Кліматограма Нововоронцовки | Кліматограма Нововоронцовки | Кліматограма Нововоронцовки | Кліматограма Нововоронцовки | Кліматограма Нововоронцовки | Кліматограма Нововоронцовки | Кліматограма Нововоронцовки |
| --- | --------------------------- | --------------------------- | --------------------------- | --------------------------- | --------------------------- | --------------------------- | --------------------------- | --------------------------- | --------------------------- | --------------------------- | --------------------------- |
| С | Л                           | Б                           | К                           | Т                           | Ч                           | Л                           | С                           | В                           | Ж                           | Л                           | Г                           |
| 40 0 −5 | 32 2 −4                     | 42 7 0                      | 42 15 6                     | 49 22 13                    | 53 26 17                    | 38 28 20                    | 35 28 19                    | 42 22 14                    | 35 14 8                     | 41 7 3                      | 41 3 −2                     |
| Середня макс. і мін. температури повітря (°C) Атмосферні опади (мм), за рік : 490 мм. Джерело: Нововоронцовка на сайті «Climate-Data.org» (англ.) |                             |                             |                             |                             |                             |                             |                             |                             |                             |                             |                             |

## Історичні відомості
Місцевість, де розміщена Нововоронцовка, була заселена здавна. У другій половині XVIII століття, до ліквідації Запорізької Січі (1775) на цій території розташовувалися зимівники запорізьких козаків.
Наприкінці XVIII ст. поблизу дніпровського затону Великі води було засновано село Миколаївка. У 1821 р. село придбав граф М. С. Воронцов, який незабаром перейменував його в Нововоронцовку. Він переселив сюди частину кріпаків з інших своїх маєтків.

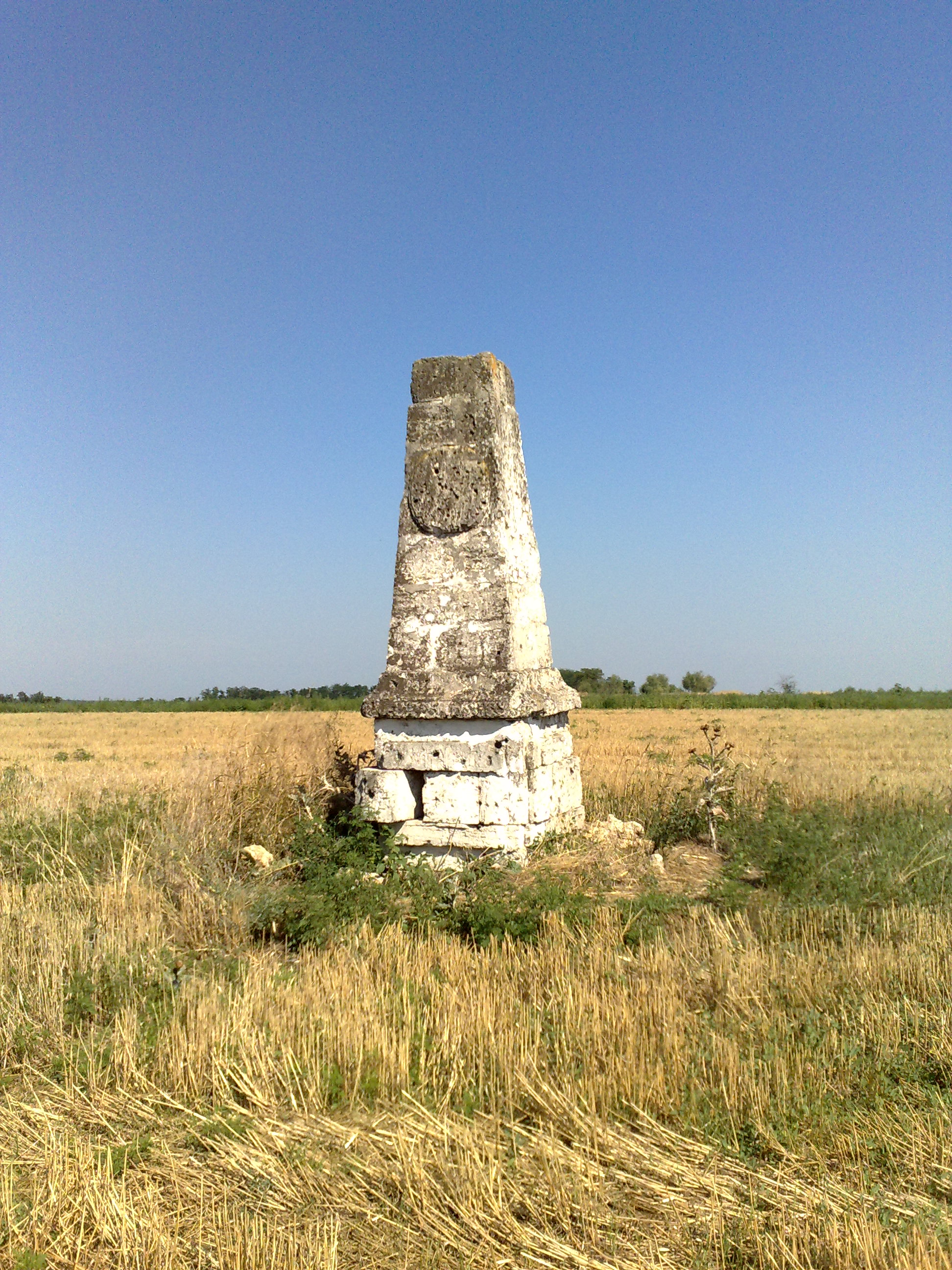
«Катеринівська миля» біля Нововоронцовки

У 1860 році в маєтку Семена Воронцова Нововоронцовка налічувалось 833 кріпаків, об'єднаних у 302 двори. У 1829 році на місці молитовного будинку, освяченого ще 1797 року, збудовано кам'яну Миколаївську церкву.
Станом на 1886 рік в містечку мешкало 1494 особи, налічувалось 230 дворів, камера судового слідчого, церква православна, єврейський молитовний будинок, школа, 16 лавок, лазня, 6 горнятних заводів, механічний завод, постоялий двір, рейнський льох, винний склад, відбувалося 5 ярмарків на рік, діяли базари щонеділі та торжки щотижня.
Тут щорічно проводилося 4 ярмарків, по неділях проходили базари і щотижня торги. Через пристань, розташовану поруч в Малих Гирлах, сільськогосподарська продукція надходила у Херсон, Миколаїв та Одесу.
17 лютого 1935 року був створений Нововоронцовський район, і Нововоронцовка стала його адміністративним центром. Район спочатку входив до складу Одеської області. Згодом, у 1937 —1944 роках, входив до складу Миколаївської області, а у 1944 році, з утворенням Херсонської області, увійшов до її складу.
27 лютого 1944 року війська 4-го Українського фронту звільнили райцентр Нововоронцовку.
У 1956 році Нововоронцовка отримала статус селища міського типу.
1963 року було ліквідовано 10 районів, в тому числі Нововоронцовський, а 4 січня 1965 року знову створено Нововоронцовський район.
17 липня 2020 року було ліквідовано Нововоронцовський район внаслідок адміністративно-територіальної реформи. Нововоронцовка втратила статус райцентру та увійшла до новоствореного Бериславського району.
У жовтні 2020 року було утворено Нововоронцовську селищну громаду.
22 червня 2023 року рішенням Національної комісії зі стандартів державної мови віднесено до списку населених пунктів, які «можуть не відповідати лексичним нормам української мови», зокрема стосуватися «російської імперської чи колоніальної політики». Громаді рекомендовано  запропонувати нову назву в установленому законодавством порядку.
Після руйнування Каховської дамби селище перестало бути прибережним до ріки Дніпро й повернулося до стану й вигляду територій, якими вони були до створення дамби. На території, що була вкрита водою, дослідники знаходять численні памʼятки з попередніх епох. Вони вже локалізували та зберегли: могильник епохи пізньої бронзи та пізньоскіфське поселення із багатою керамікою із наконечниками. 
Місцева влада хоче провести реновацію місцевого краєзнавчого музею, в експозиції якого посутніх змін не відбувалося з 1960-х років, й доповнити її віднайденими артефактами.

### Російсько-українська війна
Нововоронцовка не була окупована російською окупаційною армією наприкінці лютого 2022 року. Нововоронцовка була в сірій зоні до 25 березня 2022 року коли в неї ввійшли підрозділи ЗСУ і тримали оборону на її території.  

## Демографія

### Мова
Розподіл населення за рідною мовою за даними перепису 2001 року:
| Мова            | Кількість | Відсоток |
| --------------- | --------- | -------- |
| українська      | 6721      | 94.46%   |
| російська       | 360       | 5.06%    |
| білоруська      | 14        | 0.20%    |
| румунська       | 3         | 0.04%    |
| вірменська      | 2         | 0.03%    |
| циганська       | 2         | 0.03%    |
| болгарська      | 1         | 0.01%    |
| гагаузька       | 1         | 0.01%    |
| угорська        | 1         | 0.01%    |
| інші/не вказали | 10        | 0.15%    |
| Усього          | 7115      | 100%     |

## Пам'ятки
- Маєток Михайла Воронцова. Збереглися будівлі маєтку: будинок керуючого маєтком, у якій нині розташоване приміщення районного краєзнавчого музею, та господарські будівлі. Біля панського будинку був закладений парк, другий за величиною парк у Новоросійському краї. Основна частина парку затоплена водами Каховського водосховища, залишилася лише невелика його частина.
- Пам'ятний знак жертв Голодомору 1932—1933 років та політичних репресій, встановлений у 2008 році.

## Видатні особи
Уродженці
- Віктор Бойко — підпільник ОУН.
- Тамара Шапоренко — український редактор, сценарист.
- Ганна Бока — українська журналістка.

Уродженці
- Михайло Карнаушенко — Герой Радянського Союзу.

### Перебували
У 1890 році селище відвідав відомий американський мандрівник Томас Стівенс, про що написав у книзі «Через Росію на мустанзі» (англ. Through Russia on a Mustang).

## Культура
- Нововоронцовський краєзнавчий музей;
- Центр Культури і Дозвілля.

## Освіта
- Нововоронцовський заклад повної загальної середньої освіти № 1[9];
- Нововоронцовський заклад повної загальної середньої освіти № 2;
- КЗ «Нововоронцовська ДЮСШ». Діє 5 відділень: футболу, волейболу, баскетболу, легкої атлетики, спортивного орієнтування[10];
- КЗ «Нововоронцовський центр дитячої творчості»;
- Нововоронцовський заклад дошкільної освіти (ясла-садок) № 1;
- Нововоронцовський заклад дошкільної освіти (ясла-садок) № 2.

## Релігія
- Церква ікони Божої Матері Всіх Скорботних Радість ПЦУ
- Церква Святителя Миколая Чудотворця УПЦ (МП)
- Дім молитви Всеукраїнський союз церков євангельських християн-баптистів
- Дім молитви УЦХВЄ
- Дім молитви Адвентистів сьомого дня
- Дім молитви Свідків Єгови